# انتخابات رهبری حزب لیبرال کانادا (۲۰۲۵)
 پس از اعلام قصد جاستین ترودو برای استعفا، از ۲۶ فوریه تا ۹ مارس ۲۰۲۵، اعضای حزب لیبرال کانادا برای رهبری حزب و نخست‌وزیر کانادا، به جانشینی برای جاستین ترودو رأی دادند.
مارک کارنی، رئیس سابق بانک کانادا، در نظام انتخاباتی رأی بدیل بیش از ۸۵درصد یعنی اکثریت مطلق از ۳۴۳ رتبه‌های اول برگه‌های رأی کسب کرد و در انتخابات رأی‌دهی رتبه‌بندی شده (RCV) پیروز شد. امتیاز این پیروزی حتی از نخست‌وزیر مستعفی جاستین ترودو در سال ۲۰۱۳ نسبت به میزان سهم رای، امتیاز و رای الکترال نیز پیشی گرفت. کارنی به عنوان نخست‌وزیر، اولین نخست‌وزیر تاریخ کانادا است که قبلاً در مجلس عوام کرسی نداشته است، انتظار می‌رود وی حزب را در چهل و پنجمین انتخابات فدرال کانادا رهبری کند.

## پیشینه
جاستین ترودو نخست‌وزیر کانادا در سال ۲۰۱۳ به عنوان رهبر حزب لیبرال انتخاب شد. او حزب را در انتخابات فدرال ۲۰۱۵ با دولتی با رای اکثریت به پیروزی رساند و در سال‌های ۲۰۱۹ و ۲۰۲۱ با دولت‌های اقلیت مجدداً انتخاب شد. در ۲۲ مارس ۲۰۲۲، لیبرال‌ها با حزب دموکراتیک نوین (NDP) به یک توافقنامه اعتماد دست یافتند، بطوریکه در ازای تعهدات سیاسی خاص تا ژوئن ۲۰۲۵ از دولت لیبرال حمایت کند.

## نتایج
مارک کارنی در دور اول شمارش آرا برنده انتخابات شد و اکثریت آرا را در تمام ۳۴۳ منطقه الکترال به دست آورد. بیشترین حاشیه، از نظر امتیاز، در رودخانه دسنته-میسینیپی-چرچیل بود که تمام ۱۰۰ امتیاز الکترال را دریافت نمود. نزدیک‌ترین امتیاز، از نظر امتیاز، در پیرفوندز-دلار بود که او ۶۰/۲۴ امتیاز در مقابل ۳۱/۷۱امتیاز فرانک بایلیس، نماینده سابق که از سال ۲۰۱۵تا ۲۰۱۹ نماینده بود دریافت کرد.